# Rwanda Film Festival
Il Rwanda Film Festival è un festival cinematografico della durata di una decina di giorni che si svolge annualmente durante il mese di luglio a Kigali, Ruanda. Fondato nel 2005 dal regista Eric Kabera, il Rwanda Film Festival nel corso degli anni ha ricevuto riconoscimento a livello mondiale ed è diventato uno degli eventi cinematografici più importanti dell'Africa.

## Silverback Awards
I Silverback Awards furono stabiliti in seguito alla Silverback Sponsorship dell'azienda londinese Hard Media con il Rwanda Film Festival.
- Hillywood Award
- East Africa Award
- Miglior documentario
- Miglior film
- Miglior cortometraggio
- Miglior regista
- Resilience Award
- Rwanda as Seen Around the World
- Premio del pubblico
- Out of Africa: Films on Africa